# Нигер на Светском првенству у атлетици на отвореном 2019.
Нигер је учествовао на 17. Светском првенству у атлетици на отвореном 2019. одржаном у Дохи од 27. септембра до 6. октобра једанаести пут. Репрезентацију Нигера представљала су 2 такмичара (1 мушкарац и 1 жена) који су се такмичи ли у 2 дисциплине (1 мушка и 1 женска).,
На овом првенству такмичари Нигера нису освојили ниједну медаљу али је оборен један национални и један лични рекорд.

## Учесници
| Мушкарци: - Moussa Zaroumeye — 400 м | Жене: - Аминатоу Сејни — 200 м |

## Резултати

### Мушкарци
| Атлетичар        | Дисциплина | Лични рекорд | Квалификације | Квалификације | Полуфинале           | Полуфинале           | Финале               | Финале       | Детаљи |
| Атлетичар        | Дисциплина | Лични рекорд | Резултат      | Место         | Резултат             | Место                | Резултат             | Место        | Детаљи |
| ---------------- | ---------- | ------------ | ------------- | ------------- | -------------------- | -------------------- | -------------------- | ------------ | ------ |
| Moussa Zaroumeye | 400 м      | 47,38        | 48,13         | 7. у гр 4     | Није се квалификовао | Није се квалификовао | Није се квалификовао | 39 / 41 (42) |        |

### Жене
| Атлетичарка    | Дисциплина | Лични рекорд | Квалификације    | Квалификације | Полуфинале | Полуфинале | Финале                | Финале       | Детаљи |
| Атлетичарка    | Дисциплина | Лични рекорд | Резултат         | Место         | Резултат   | Место      | Резултат              | Место        | Детаљи |
| -------------- | ---------- | ------------ | ---------------- | ------------- | ---------- | ---------- | --------------------- | ------------ | ------ |
| Аминатоу Сејни | 200 м      | 22,89 НР     | 22,58 КВ, НР, ЛР | 1. у гр 5     | 22,77      | 4. у гр 1  | Није се квалификовала | 10 / 43 (48) |        |